# Borgata Lesna
Borgata Lesna (Borgià Lesna in piemontese) è un borgo del quartiere Pozzo Strada, nella periferia ovest di Torino, confinante con il Comune di Grugliasco.
Essa è suddivisa in:
- Borgata Lesna di Torino, delimitata da via Santa Maria Mazzarello, via Tirreno e corso Brunelleschi, strada dell’Arco e strada della Pronda, che la separa dalla Borgata Pronda di Grugliasco
- Borgata Lesna di Grugliasco, ovvero una vasta area suburbana compresa tra via Crea, via Achille Grandi, via Pininfarina e via Di Vittorio, a ridosso del centro commerciale Le Gru

La parte della Borgata Lesna appartenente al comune di Torino è principalmente residenziale e sorge a ridosso della linea ferroviaria Torino-Fréjus, contando circa 10.000 abitanti. 
Nella zona sono presenti una squadra di calcio locale, l'A.S.D. Lesna Gold e un’associazione polisportiva di pallacanestro, di pallavolo, sci e fitness fondata nella parrocchia "Madonna della Guardia" nel 1962, denominata A.S.D. Kolbe. Sempre presso l’oratorio della parrocchia ha sede il gruppo scout Torino 22 dell’AGESCI.

## Storia

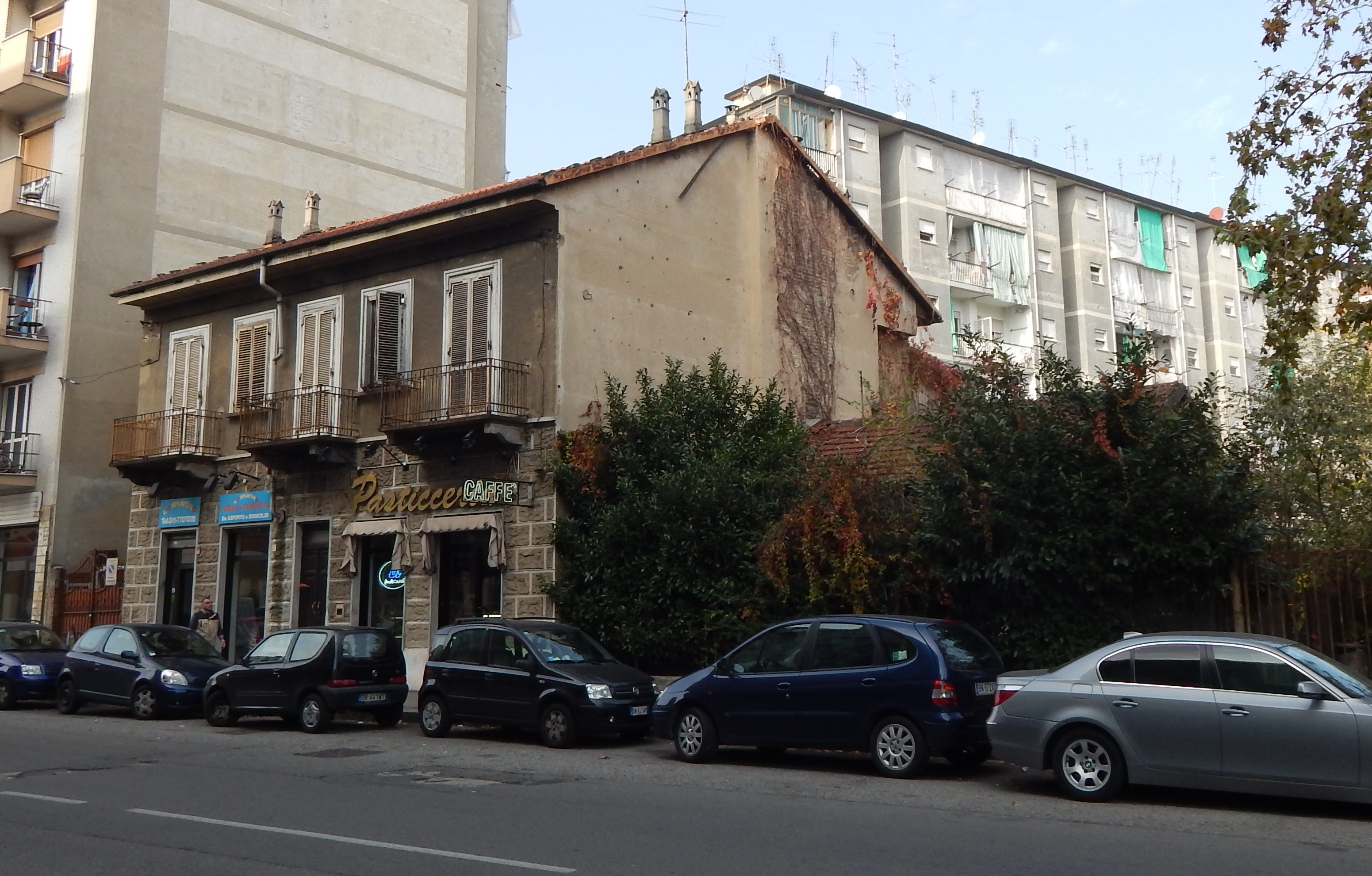
Una delle case abitate più vecchie di Borgata Lesna affacciate su via Monginevro

### Le origini

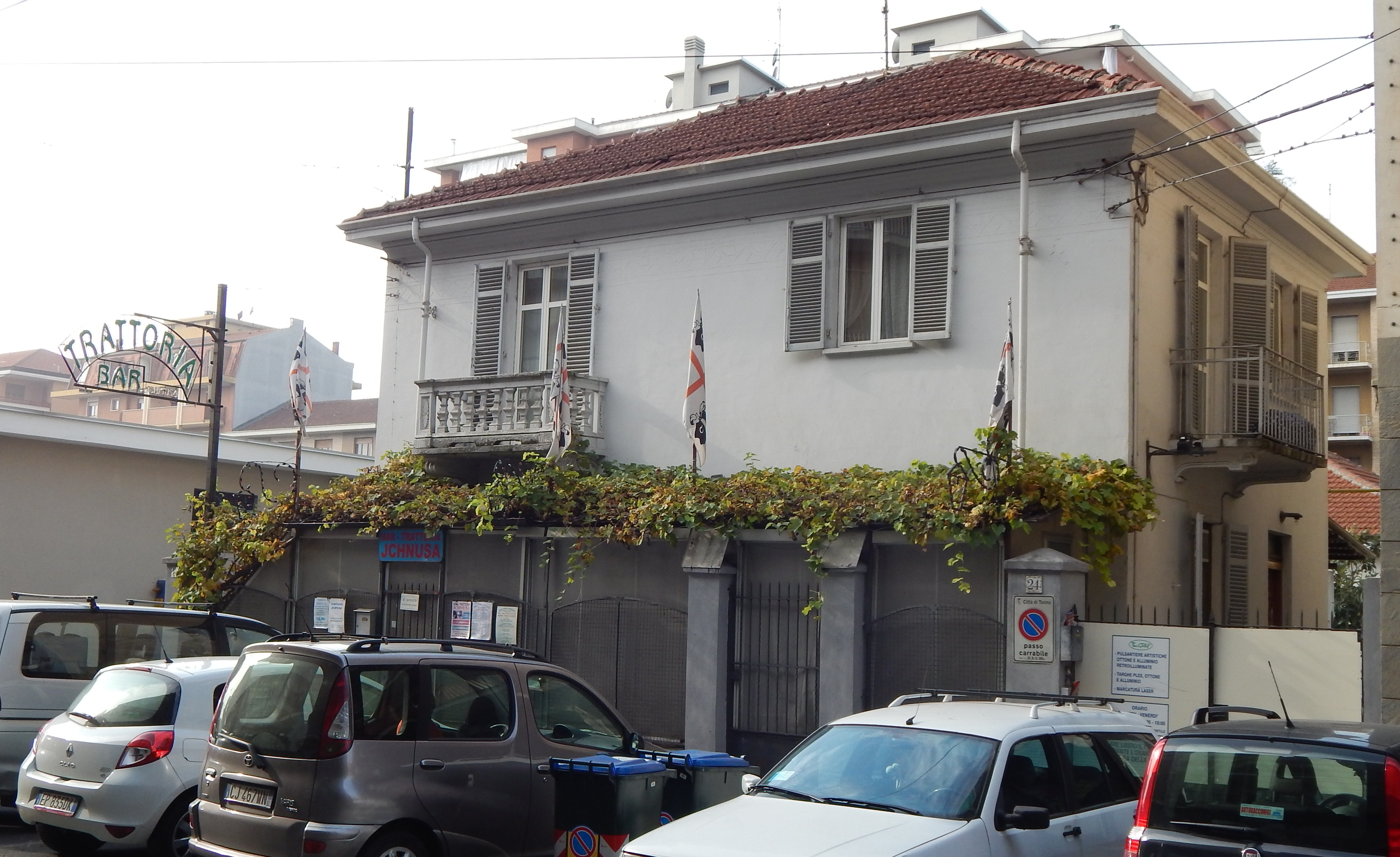
La vecchia Trattoria degli Alpini, l’unica rimasta nella borgata

Il territorio dell’attuale quartiere era già noto tra il XVII e il XVIII secolo come sobborgo agricolo del più popoloso quartiere di Puteo Stratæ (Pozzo Strada), esistente fin dall’epoca medievale. 
Tuttavia, le prime notizie documentate dell’area sono riferibili alla Carta Topografica della Caccia del 1762, che comprese questo territorio rurale in un vasto latifondo suddiviso da molteplici canali irrigui. Le aree agricole che costituivano questo territorio erano genericamente identificate come Località Rombelli ma in seguito si impose il toponimo Lesna, derivante dalla Villa Lesna edificata nella prima metà del XVII secolo e dimora dell’omonima famiglia dei conti di Lessolo, proprietari terrieri e industriali lanieri di origine biellese.
Oltre alla tenuta Lesna, nel corso dei secoli sorsero nelle vicinanze altre cascine tra cui la Armano, la Bussone, la San Domenico, la Teghillo, e la cascina Dentis, l’unica ancora in funzione.

Nei primi anni venti la borgata era un’estrema propaggine della periferia di Torino e contava appena ottocento abitanti, distribuiti in una cinquantina di modeste case e cascinali sparsi in una distesa di orti, serre e campi coltivati a grano, fieno e meliga. 
Le poche strade carrabili erano sterrate e i confini dei terreni segnati da numerose "bealere" alimentati dalla Dora di Collegno; esisteva anche una piccola scuola primaria comunale ospitata in un edificio a mattoni nell’attuale via Challant 7, con sole tre aule riservate alle classi elementari del tempo. 

### I villini tardo-liberty di via La Thuile
Dal 1923 il territorio della borgata fu oggetto dei vincoli Sicen, ovvero un ambizioso progetto urbanistico che prevedeva la costruzione della Città Giardino. L’idea del quartiere di piccole abitazioni indipendenti e immerse nel verde naufragò quasi subito ma fu realizzata altrove, tuttavia i vincoli edilizi persistettero e sul finire degli anni venti sorsero le prime abitazioni residenziali vincolate da questo piano regolatore, ovvero il gruppo di villini tardo Liberty di via Porta Littoria, l’attuale via La Thuile. 
Nell’area limitrofa incominciarono i lavori di ampliamento del complesso militare della Caserma "Cavour" del Genio Guastatori Ferrovieri, completato nel 1932. Pochi anni dopo sorsero le prime attività commerciali e nel 1937 si contavano già numerose trattorie e una decina di negozi tra cui un fornaio, uno spaccio di articoli commestibili in strada del Monginevro, una drogheria, due tabaccai, un fruttivendolo, una grande serra che ospitava vivaio e una piccola fabbrica di gomma.
Nell’area circostante, a interrompere la monotonìa dei campi coltivati, c’erano anche tre cave profonde una quindicina di metri da cui venne ricavata la ghiaia occorsa per realizzare la massicciata della vicina ferrovia Torino-Modane. 
Seppur periferica, la nascente borgata era collegata al vicino Borgo San Paolo dalla navetta 29, con capolinea su via Circonvallazione, la sola strada asfaltata della zona che percorreva il perimetro della caserma "Cavour" e dei depositi del Poligono Militare. I nomi delle vie, con qualche eccezione ("via Villa Giusti" e "via Ozieri"), furono scelti tra i toponimi di località della Valle d’Aosta,, nomi poi fascistizzati nel 1939 e rimominati secondo il toponimo originario nel 1946.

### I bombardamenti del 1942
Furono proprio quest’area militare e l’antistante linea ferroviaria gli obiettivi del pesante bombardamento che colpì la borgata la notte del 9 dicembre del 1942. A seguito dell’allarme la popolazione della borgata accorse nel rifugio antiaereo, fatto costruire alcuni mesi prima su volere del parroco padre Martino Berio sotto Villa Lesna. Questo rifugio, realizzato grazie alla generosità delle famiglie più benestanti della zona, poteva contenere fino a duecento persone e venne utilizzato a ogni allarme antiaereo. 
I danni bellici furono ingenti e aggravati dallo scoppio di materiale esplosivo nei vicini depositi militari che causò un vasto incendio. 

### Il secondo dopoguerra e l’espansione
Nell’opera di ricostruzione del secondo dopoguerra vennero asfaltate le principali vie della borgata, che intanto avevano ripreso la loro denominazione originaria. Data la loro pericolosità, furono anche interrati e bonificati i restanti canali irrigui dei campi e, il 25 marzo 1950, fu completato un primo impianto di illuminazione pubblica. Nel 1958 un comitato si premurò di raccogliere le adesioni di circa un centinaio di proprietari di immobili e terreni ottenendo l’abolizione del vincolo urbanistico Sicen. Quest’iniziativa fu determinante per lo sviluppo edilizio della borgata, che vide presto la realizzazione dei primi isolati di edifici residenziali pluripiano; essi sovrastarono quella che fino ad allora era stata la costruzione più alta, da sempre chiamata la ca àuta ("casa alta"), ovvero la palazzina situata in via Monginevro 263.
Il 29 ottobre del 1955, previo raddoppio del binario, la navetta 29 venne sostituita dalla linea 5 del tram, prolungata fino al nuovo capolinea di via Brissogne; dal 26 agosto del 1966 il capolinea venne assegnato alla linea tramviaria 3.
Nei decenni seguenti si insediarono anche alcune piccole attività industriali tra cui officine meccaniche come la Zangi, nonché due storiche carrozzerie torinesi, ovvero la Moretti, il cui stabilimento sorgeva nell’ultimo tratto di via Monginevro, e la Stola in via La Thuile 69, dove la sera del 7 febbraio 1978, fu rapito uno dei titolari, Francesco Stola.
Lo sviluppo urbanistico perdurò per oltre un decennio, favorito anche dalla persistente affluenza di immigrati veneti e meridionali. Il costante incremento demografico rese necessaria la costruzione del polo scolastico "Leopoldo Ottino" di via Brissogne completato nel 1963, a cui seguirono l’apertura della prima farmacia del dottor Garino di via Villa Giusti 7,  dell’ufficio postale, di un'agenzia bancaria, di una scuola media, di una centrale della SIP, di vari giardini pubblici e la costruzione della chiesa sorta sul terreno della tenuta Lesna, comprendente la vecchia villa padronale. 
Con la ristrutturazione delle linee urbane dei mezzi pubblici del 1982, la linea tramviaria 3 fu sostituita dalla nuova linea 15.

### Dagli anni Duemila ai giorni nostri
A partire dai primi anni duemila il quartiere ha visto un nuovo impulso edilizio che lo ha portato ad ampliarsi anche oltre la fine di via Monginevro, sull’area della vecchia cascina Teghillo. A seguito di quest’ultima espansione la borgata si è estesa anche nell’area del confinante comune di Grugliasco, creando un secondo nucleo di Borgata Lesna separato da quello originario. Nella vasta area militare compresa tra via Santa Maria Mazzarello e corso Brunelleschi, è sorto invece il C.P.R. di Torino (Centro di Permanenza per il Rimpatrio).

## Villa Lesna

### Storia

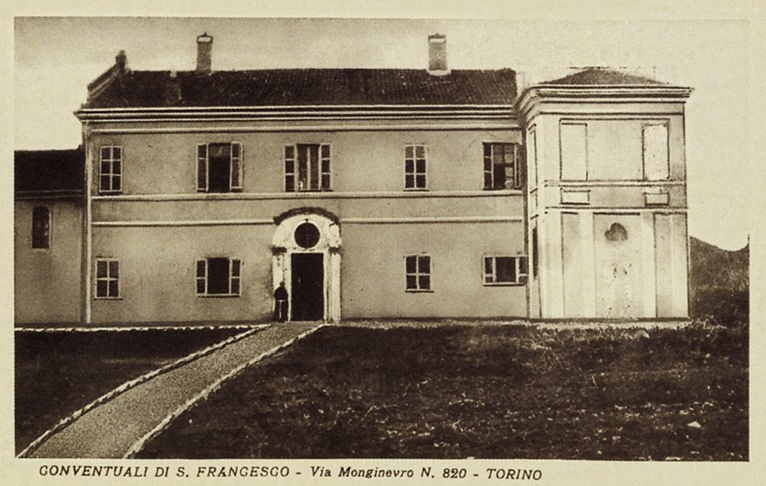
Immagine della Villa Lesna del 1937

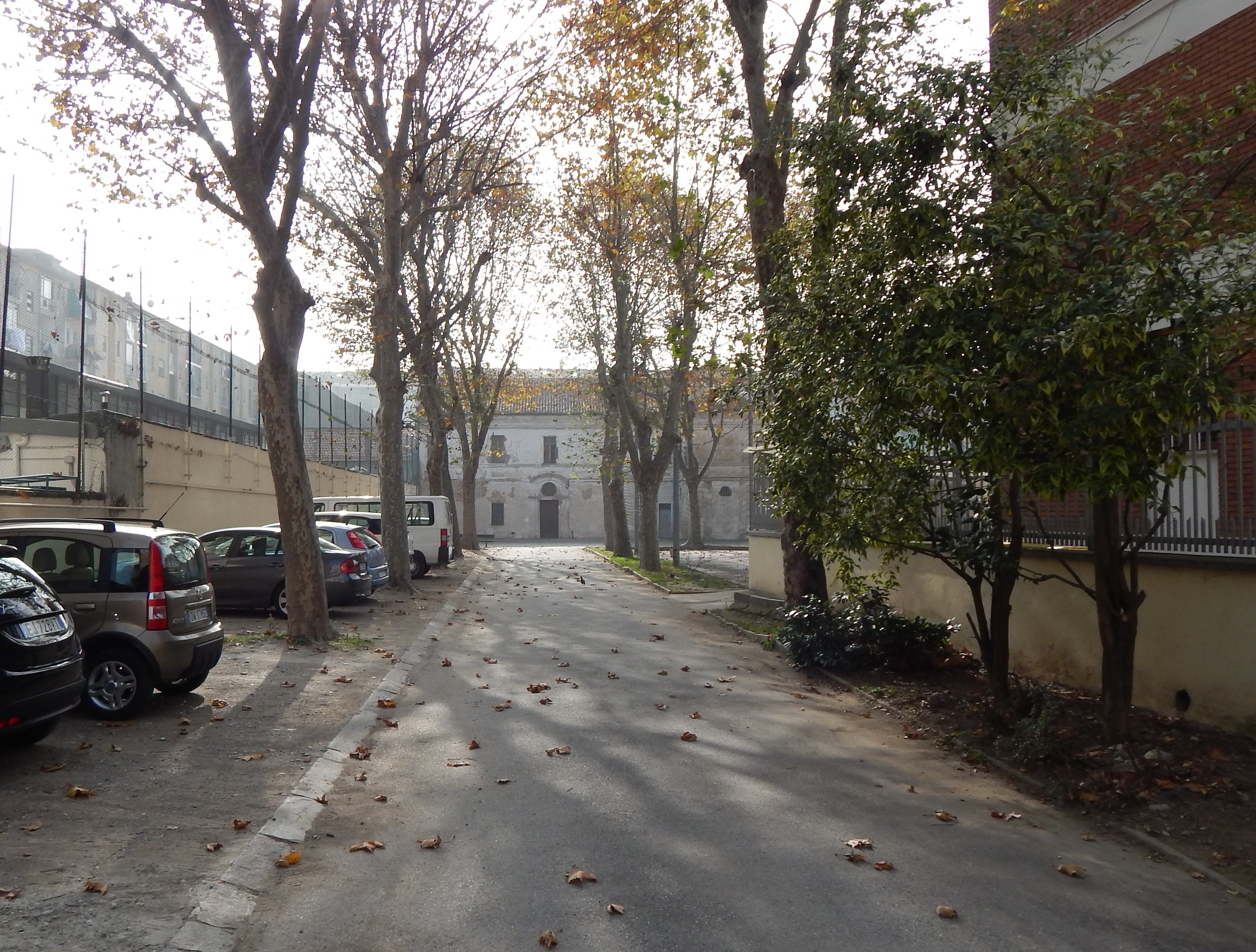
Il viale d’accesso alla Villa Lesna compresa all’interno del territorio della parrocchia

Le prime notizie documentate della tenuta Lesna si hanno nella Carta Topografica della Caccia del 1762, che la annoverò come cascinale posto al centro di un vasto latifondo suddiviso da canali irrigui. Tuttavia, l’origine è seicentesca, come testimoniava una lapide in pietra posta su un muro perimetrale abbattuto negli anni sessanta del Novecento; essa riportava la seguente dicitura: 
La tenuta era dunque di proprietà dal 1625 della famiglia Lesna, conti di Lessolo, proprietari terrieri e industriali lanieri di origine biellese. 
Una descrizione dell’architetto Amedeo Grossi risalente al 1790 descrive la struttura con le seguenti parole: 
La proprietà, rimaneggiata nel corso del Settecento, era costituita da un complesso di bassi edifici rurali, dalla villa padronale con l’annessa cappella e da un lungo viale d’accesso alberato. 
Nel 1805, durante l’ultima occupazione francese, la villa apparve nella mappa del catasto napoleonico con il nome di Ferme Lésina, nome che risultò anche nelle successive mappe del 1816 e in quella del 1840 redatta da Antonio Rabbini, che ne attribuì la proprietà a un certo avvocato Marengo, che fece realizzare degli ulteriori ampliamenti.
Meno di un secolo dopo l’intera proprietà venne acquistata dall’ordine dei Frati Minori Conventuali, che ritornarono in Piemonte dopo l’annullamento della soppressione degli ordini religiosi operata dal governo napoleonico. Le dimensioni ragguardevoli e la presenza di una cappella ne favorirono la scelta, intitolandola a chiesetta a San Francesco d’Assisi.
Nel corso degli anni cinquanta del Novecento furono demoliti molti fabbricati bassi circostanti e vendute alcune porzioni del latifondo originario, mantenendo soltanto il terreno adiacente alla villa e l’area sulla quale sorsero il convento e l’attuale chiesa costruita a partire dal 1958. 
Da allora, con la costruzione della nuova chiesa e poi dell’annesso edificio parrocchiale, la vecchia Villa Lesna perse progressivamente la sua funzione principale ma continuò a essere utilizzata per scopi ricreativi, attività ecclesiastiche e, per un breve periodo, anche come succursale della nuova scuola elementare "Leopoldo Ottino" che, seppur grande e di recente costruzione, in quegli anni di grande immigrazione risultò insufficiente per accogliere tutte le nuove classi.

### Descrizione

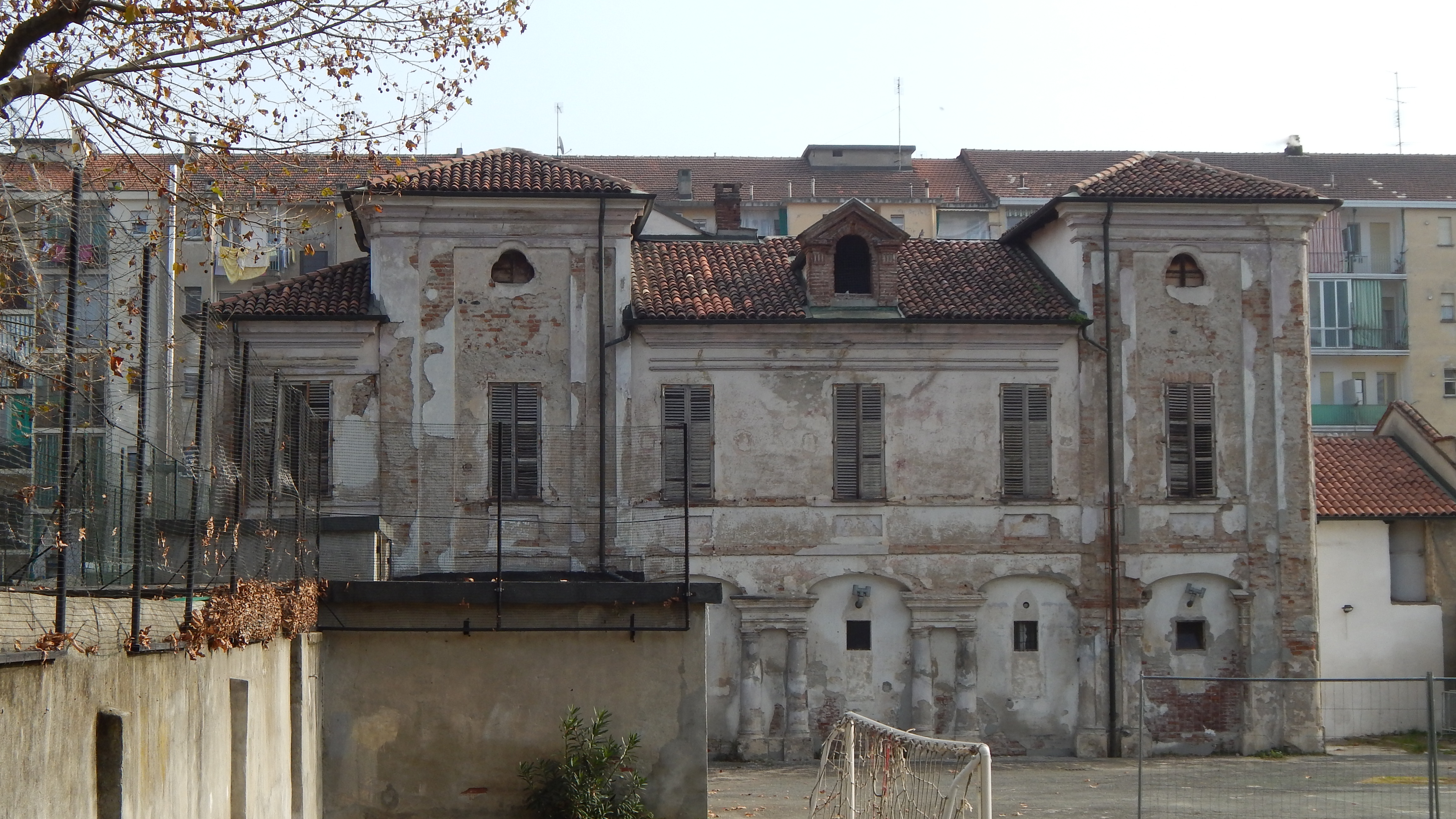
Il lato di ponente della Villa Lesna che presenta precedenti tracce del sottostante portico chiuso per ospitare la cappella

L’edificio è uno dei pochi esempi superstiti della zona di dimora di campagna e, seppur in condizioni mediocri, conserva ancora degli apprezzabili elementi architettonici.

Rimaneggiata nel Settecento e ampliata nella metà dell’Ottocento, della struttura originaria a corte chiusa con pianta a "C" è rimasta soltanto la villa padronale, costituita da due corpi di fabbrica con pianta a "L" e parte dell’ampia corte interna. L’edificio si sviluppa su due piani e i prospetti principali presentano oculi, cornici marcapiano e un evidente stucco a rilievo sul portone d’accesso nel lato settentrionale. 
Il prospetto di ponente presenta tracce di un portico con cinque campate ad arco ribassato e colonne binate, murato nel 1937 per ampliare la piccola cappella originaria, dotando così il quartiere di una prima chiesa, dedicata a San Francesco d’Assisi. 
Degno di nota per la sua rarità in strutture analoghe è il campanile a vela presente sopra la copertura che ospita delle campane ancora funzionanti.
L’interno è stato pesantemente rimaneggiato nel corso del Novecento riadattandolo ai molteplici utilizzi avvicendatisi nel corso del tempo, tra cui le funzioni di convento e di scuola, tuttavia l’atrio di ingresso ospita ancora un bell’esempio di scalone a tripla rampa di ispirazione vagamente juvarriana, sorretto da una serliana con oculi e un arco a tutto sesto.

Nel corso degli anni trenta nei sotterranei dell’edificio venne realizzato un rifugio antiaereo con la capienza di circa duecento persone che fu utilizzato durante tutto il periodo bellico.
Pressoché intatto è il tracciato del viale d’accesso che, ancora scandito dalle due file di alberi secolari, conduce al passo carrabile accessibile da via Monginevro.

## La chiesa

### Storia

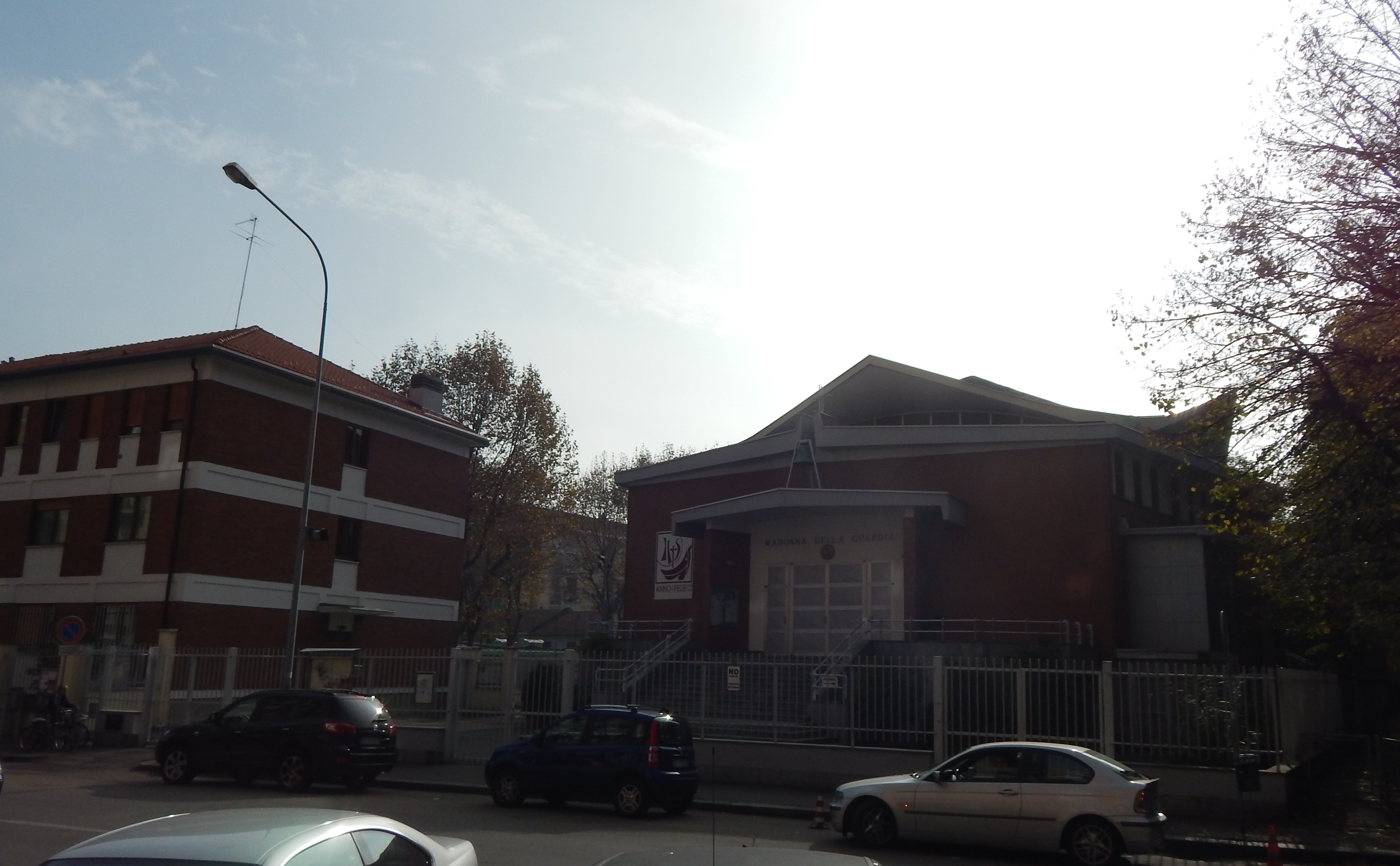
Una veduta della chiesa con il prospiciente convento dei frati

A seguito dell’editto di Napoleone del 1810 che soppresse molti ordini ecclesiastici, i Frati Minori Conventuali persero la titolarità della chiesa e del convento di San Francesco d’Assisi, situati nell’omonima via nel centro di Torino e i beni furono incamerati dalla Curia. Nel 1898, dopo l’abrogazione di quelle soppressioni l’ordine dei Frati Minori Conventuali manifestò il desiderio di ritornare a Torino e fece richiesta alla Curia di rientrare in possesso della suddetta chiesa e del convento. Dopo anni di inutili ricorsi e appelli, la scelta si orientò verso la ricerca di un altro luogo dove costruire una nuova chiesa.
La ricerca si protrasse a lungo e la scelta cadde su Villa Lesna, allora in vendita. Essa, inoltre, disponeva già di una piccola cappella in cui dal 1930 i Padri Missionari della Consolata vi celebravano la messa festiva su richiesta dell’esigua popolazione, poiché la parrocchia di Pozzo Strada risultava essere troppo lontana.
Informati i vertici dell’ordine, la comunità di Torino ricevette l’approvazione e il 2 aprile del 1937 venne stipulato un primo accordo preliminare d’acquisto della villa e del vasto terreno circostante per la somma complessiva di 180.000 lire, mentre l’11 agosto venne concluso l’accordo con l’atto pubblico presso il notaio Mandelli di Torino. 
Nell’ottobre del medesimo anno si stabilì la prima comunità di frati costituita da padre Carlo Pavone e padre Gaspare Fracassi a cui, nel 1938, si unì padre Albino Còrdola. Per una decina d’anni la chiesa della borgata fu soltanto la piccola cappella dedicata a San Francesco d’Assisi.
A partire dagli anni Cinquanta la popolazione aumentò sensibilmente e la piccola cappella non fu più sufficiente. Con l’arrivo del nuovo parroco, padre Stanislao Proietti, si decise di chiedere l’autorizzazione per la costruzione di una nuova chiesa sul vasto terreno circostante Villa Lesna e nel 1956 ebbe inizio il cantiere. Il 30 marzo 1958 venne consacrato un primo, grande locale seminterrato che ospitò provvisoriamente le funzioni religiose fino a quando non venne terminata la chiesa soprastante. Nel frattempo la popolazione della borgata crebbe ulteriormente e dalla Curia giunse la notizia che il Cardinale Arcivescovo Maurilio Fossati decretava l’elevazione a parrocchia della nuova chiesa di Borgata Lesna, emancipandosi definitivamente dalla parrocchia di Pozzo Strada.
Nel 1961 i superiori dell’ordine dei Frati Minori Conventuali dovettero porre rimedio agli equivoci che generava la nuova chiesa dedicata a San Francesco d’Assisi, con l’omonima chiesa del centro di Torino e quindi si rese necessario cambiarne il titolo in quello di "Nostra Signora della Guardia", mutato poi negli anni ottanta in "Madonna della Guardia".
Tra il 1965 e il 1966 venne realizzato anche l’edificio adiacente alla chiesa che ospita il convento e gli uffici parrocchiali; da allora la vecchia Villa Lesna perse le sue funzioni ma continuò a essere utilizzata per ospitare aule scolastiche e svariate attività parrocchiali.
Nel 1978 riaprì il cantiere e si avviarono i lavori per la costruzione della vera chiesa, che fu consacrata solennemente il 29 marzo 1980 dal Cardinale Arcivescovo Anastasio Ballestrero, mentre nell’anno successivo fu consacrata l’annessa cappella feriale.

Da allora il salone sotterraneo è utilizzato soltanto per scopi ricreativi e dal 25 maggio del 1996 è intitolato alla memoria di padre Stanislao Proietti.

### Descrizione
Posta in posizione sovrastante rispetto al piano stradale, la chiesa è raggiungibile percorrendo l’ampio scalone rivestito in pietra di Luserna che conduce al portale oppuer per mezzo di una rampa sul lato destro. Essa è costituita da una navata unica a pianta esagonale ed è sovrastata da una copertura a pagoda con quattro ampie falde concave, che rappresenta il suo elemento architettonico più caratterizzante. L’interno è rigoroso e ripropone il medesimo rivestimento di mattoni faccia a vista dell’esterno, alternato agli elementi strutturali in cemento armato nudo. Dietro l’altar maggiore è situata una cappella feriale di piccole dimensioni e i relativi locali della sagrestia.

Sui lati alla base dello scalone esterno due accessi conducono al grande salone ipogeo utilizzato per le attività ricreative.

## L’istituto "Sacro Cuore di Maria"
La borgata è nettamente separata a sud dal passante ferroviario del Frejus, costruito nel lontano 1854. Nel periodo 1967-1969, un lungo cavalcavia stradale fu costruito per connetterla facilmente al quartiere Mirafiori Nord, attraverso la direttrice via Santa Maria Mazzarello. Proprio lungo questa via, intitolata alla «figlia spirituale» di Don Bosco, sorse la sede congregazione delle Figlie di Maria Ausiliatrice, appartenente all’ordine dei Salesiani, fondata da lei stessa.
Nel 1968 fu realizzata la chiesa dedicata al Sacro Cuore di Maria, riconoscibile per la grande cupola della chiesa che sovrasta l’edificio, con l’attiguo Istituto "Maria Mazzarello", altresì sede del Centro Italiano Opere Femminili Salesiane, da cui discende l’attuale centro di formazione professionale CIOFS-FP.

## L’arco settecentesco

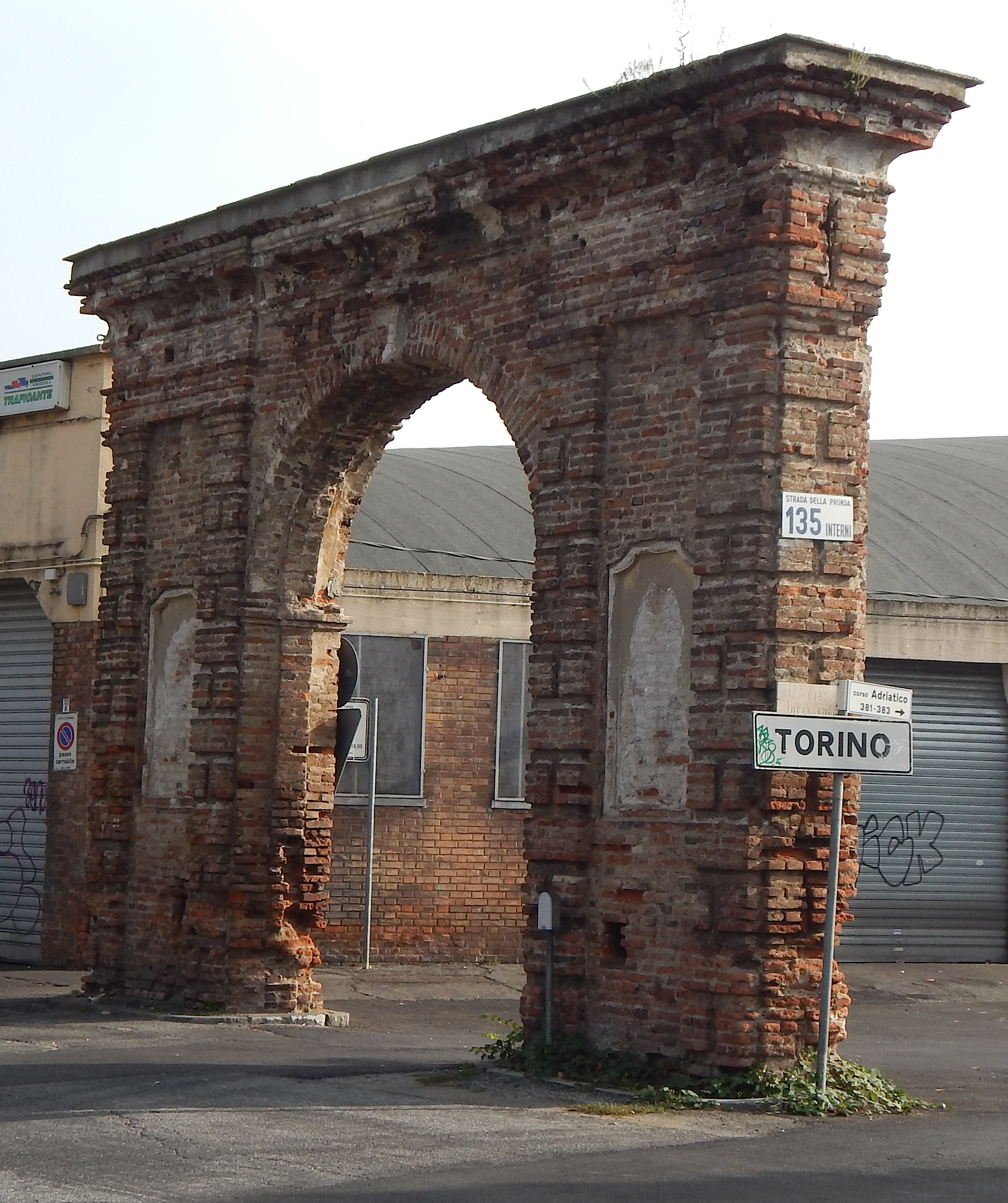
L’arco della Cascina Quaglia all’imbocco dell’omonima via. Esso determina il confine tra Torino e Grugliasco

Al confine Ovest della borgata, oltre la nuova area residenziale completata nel 2020 sui terreni della cascina Teghillo, è presente un arco in mattoni risalente al tardo Settecento. 
Esso è un tipico esempio di accesso aulico delle proprietà rurali presenti sul territorio ed è l’unica struttura superstite che faceva parte della più ampia recinzione in muratura della cascina Quaglia, la cui struttura principale ormai fatiscente è ubicata oltre la ferrovia.
Edificato su un terreno privato, fino ad allora era compreso nel territorio di Torino per poi divenire segno di confine a cavallo del limitrofo comune di Grugliasco. Questa è una delle ragioni del suo stato di evidente degrado e motivo di protesta di abitanti della zona e comitati, che si ripromettono di ottenere l’attenzione delle istituzioni competenti.

## Infrastrutture e trasporti
La borgata è servita da alcune linee GTT: la linea tramviaria 15 fa capolinea in via Brissogne, mentre la linea di autobus 64 attraversa la borgata passando per via Monginevro. 
Le linee urbane di autobus 62 e 40 percorrono la direttrice di via Santa Maria Mazzarello/via De Sanctis e conducono alla fermata  M1 piazza Massaua della metropolitana di Torino.

### Progetti futuri
Nei prossimi anni i territori della borgata confinanti con il comune di Grugliasco saranno interessati dal previsto prolungamento della linea tramviaria 15, con la probabile realizzazione del nuovo capolinea al termine di via Monginevro, nei pressi dell’ex cascina Teghillo.
Altri progetti di cui si accenna da lungo tempo, riguardano la possibile realizzazione del Corridoio Plurimodale, ovvero una sorta di prolungamento dell’attuale corso Marche, che potrebbe essere destinato a diventare una direttrice a scorrimento veloce, che convoglierebbe traffico stradale e ferroviario attraversando parte della città da nord a sud. Secondo il piano di intervento degli architetti Augusto Cagnardi e Vittorio Gregotti, il prolungamento del corso diventerebbe la parte superficiale di una serie di gallerie a più livelli sull’esempio della nuova Spina Centrale, con un livello interrato in cui vi sarebbero due gallerie dove transiteranno i treni della prevista gronda merci dell’alta velocità ferroviaria (TAV); inoltre il progetto prevede anche un primo livello interrato dove sarebbe previsto il tratto di una futura «tangenziale sotterranea» di Torino, una sorta di galleria che dovrebbe collegare lo svincolo Savonera della Tangenziale Nord allo svincolo Drosso della Tangenziale Sud.

## La Borgata Lesna di Grugliasco

### Dalle origini ai giorni nostri
Negli anni Quaranta del Novecento, quest’area era una distesa di campi e filari di gelsi utili a nutrire i bachi da seta. Oltre ai campi vi era una semplice strada sterrata, l’attuale corso Tirreno, la ferrovia e un gruppo di piccole abitazioni indipendenti. Negli anni Cinquanta vennero tracciate le prime strade: via Bengasi, via Tripoli, via Rodi e via Alfieri. 
Alla fine degli anni Cinquanta, con l’insediamento del nuovo stabilimento della Pininfarina, ebbe inizio una fase di sviluppo dell'area che portò alla costruzione di edifici residenziali per i lavoratori dell’azienda, in prevalenza di origine veneta, campana e pugliese.
Nel 1965 vennero asfaltate le strade per la visita ufficiale del Presidente della Repubblica Giuseppe Saragat, accolto con un ricevimento alla Pininfarina. In seguito, vennero costruite le fognature, la scuola materna, l’ufficio postale, l’illuminazione pubblica, la scuola elementare, il nuovo asilo nido e infine la scuola media con i giardini pubblici.
Negli ultimi decenni la borgata ha perso popolazione e servizi, mentre molte industrie dell’indotto automobilistico hanno chiuso, delocalizzato o hanno ridotto il personale. Anche la presidenza della scuola media è stata trasferita verso la borgata Paradiso. Con l’apertura del grande centro commerciale Shopville Le Gru nei primi anni Novanta, all’epoca il più grande d’Italia, molti negozi chiusero e ancora oggi la borgata offre pochi servizi. Negli ultimi anni si è provveduto a una riqualificazione della borgata, con la costruzione di nuovi condomini e il rinnovamento dei giardini di fronte alle scuole.

### Aurelio Ceresa e i giardini a lui intitolati

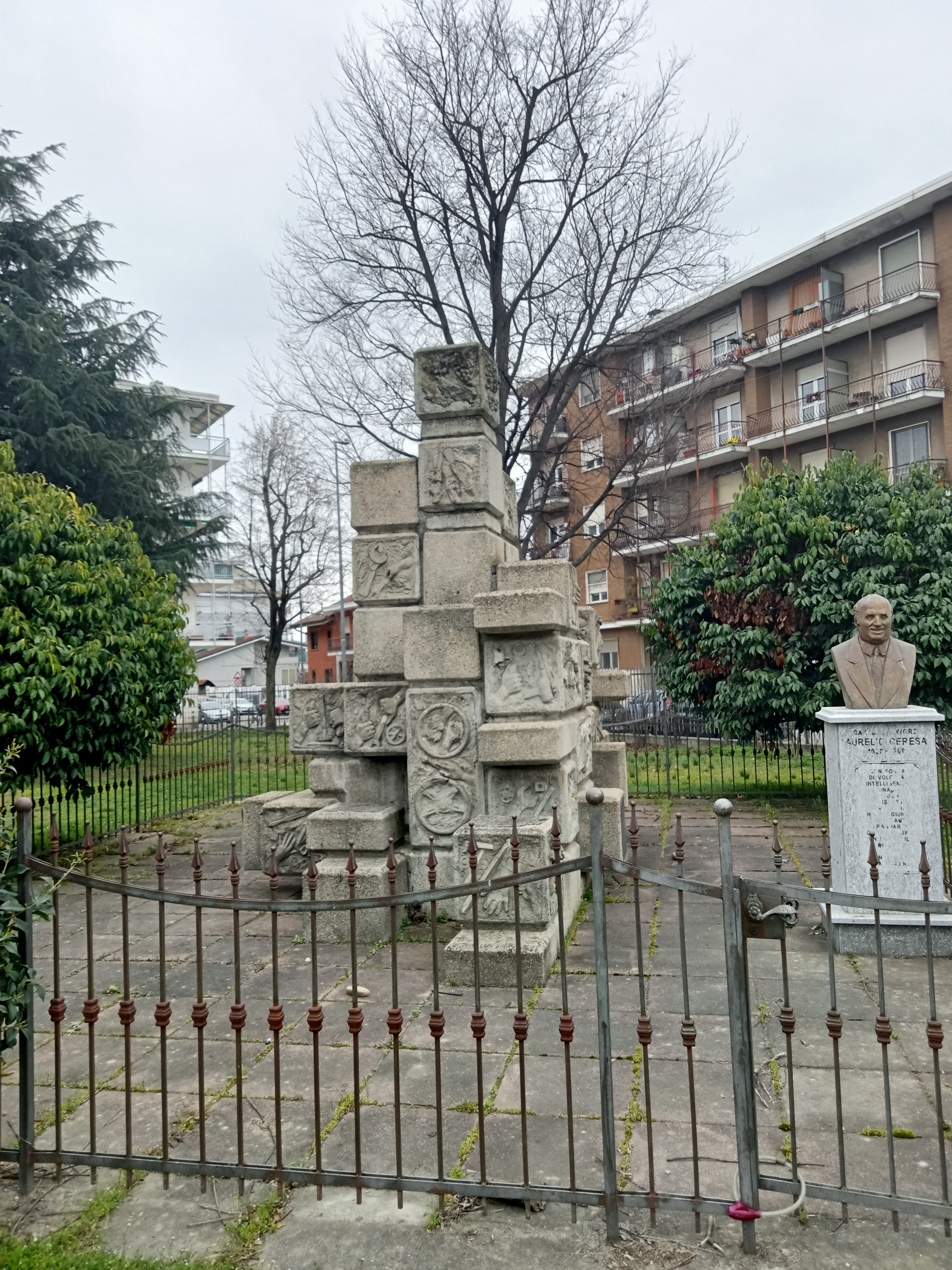
Il monumento dedicato ad Aurelio Ceresa

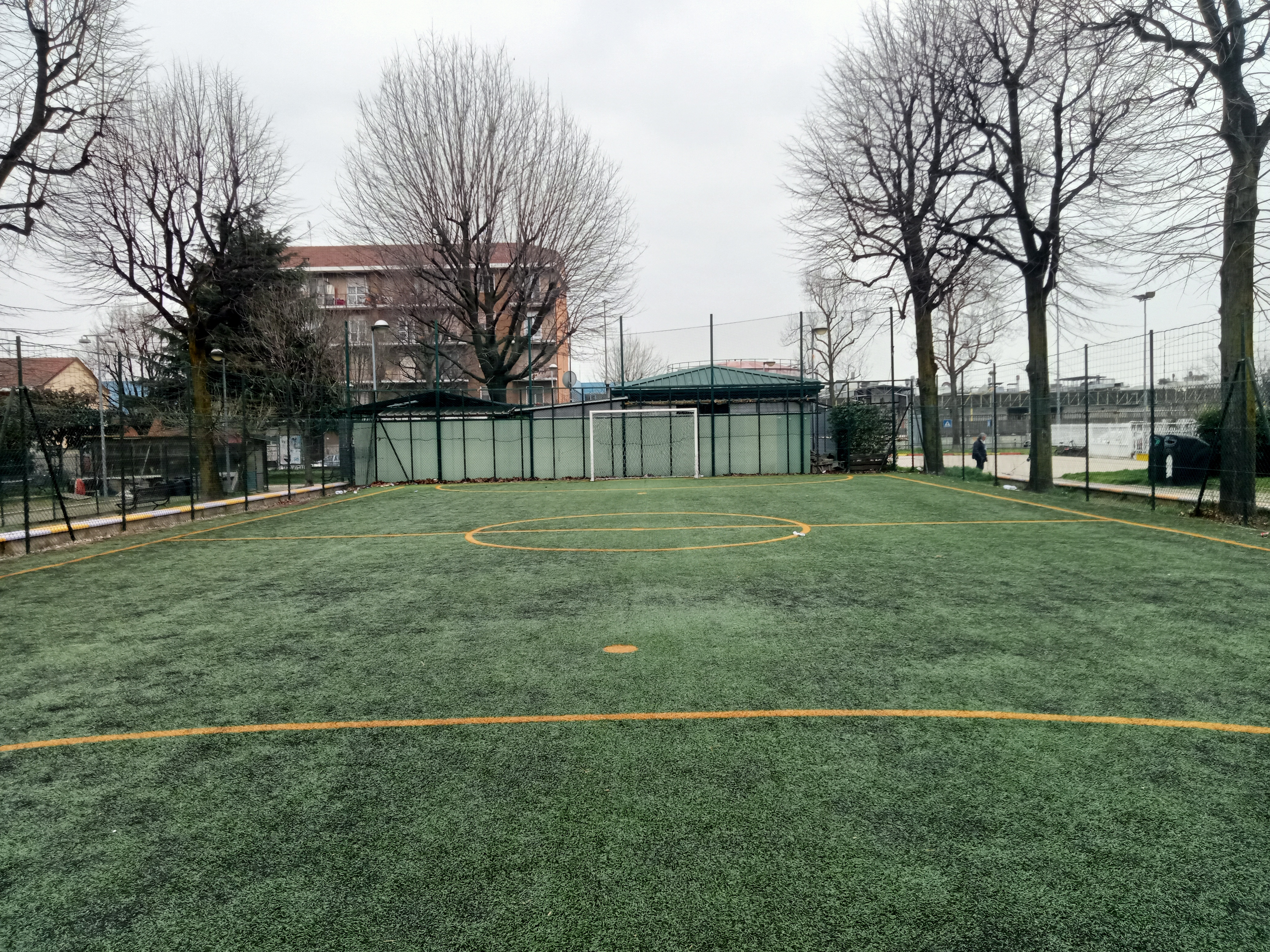
Il campo sportivo del Lesna Grugliasco

Costruito con l’insediamento degli anni Settanta, fu rinnovato nel 2014 con una nuova zona giochi per bambini, l’area cani, il campo da bocce e da calcetto. La riqualifica dell’area è stata finanziata anche dall’illusionista e conduttore televisivo Marco Berry.
I giardini sono stati intitolati ad Aurelio Ceresa, fondatore dell’ITCA, Industria Torinese Carrozzerie Auto, con sede in borgata Lesna a Grugliasco. Nel 1973 il Presidente della Repubblica Giovanni Leone lo insignì dell’onorificenza di Cavaliere al Merito del Lavoro. Nel 2019 in occasione del trentesimo anniversario della morte di Aurelio Ceresa è stato inaugurato un monumento a lui dedicato.

### Industrie
La Pininfarina, attiva nel settore delle carrozzerie per automobili, fu fondata a Torino il 22 maggio 1930 e dalla metà degli anni Cinquanta realizzò il suo nuovo stabilimento principale nell’area facente parte della Borgata Lesna di Grugliasco. Questo impianto produttivo, dopo diversi cambiamenti nella tipologia di produzione, rimase aperto fino al 2010. Già negli anni Novanta parte del ciclo produttivo dello stabilimento era stato trasferito a San Giorgio Canavese (TO), anch’esso poi chiuso nel 2011.

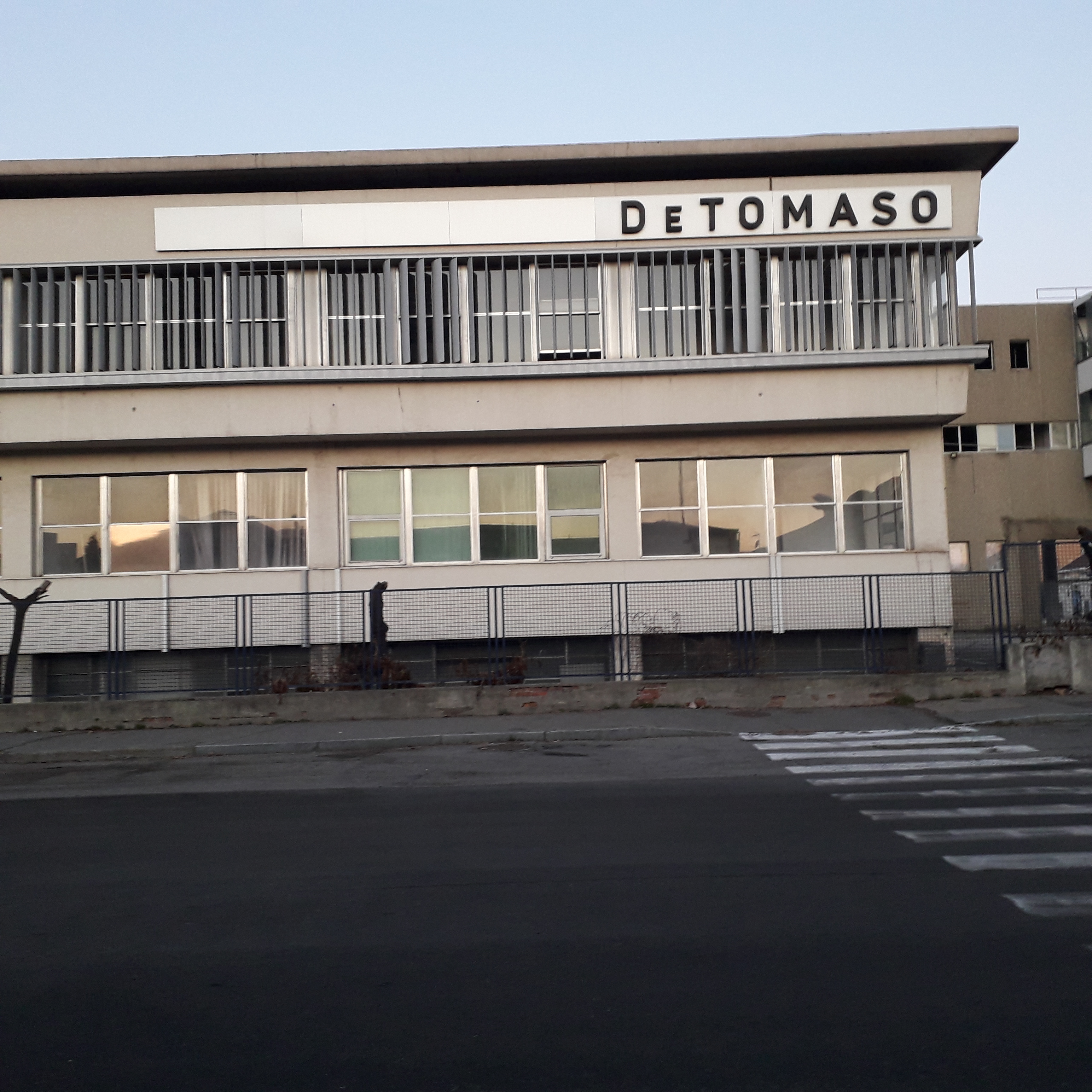
Un'immagine del vecchio stabilimento della De Tomaso

Dopo la chiusura il sito è stato acquistato dalla Regione Piemonte, la quale a sua volta l’ha affittato alla De Tomaso di Gianmario Rossignolo, fino al 2012 quando l’azienda ha dichiarato fallimento.

### Centri commerciali e negozi
Il più grande e famoso centro commerciale che si trova nel quartiere di Lesna, a Grugliasco, è sicuramente lo Shopville Le Gru. Esso venne inaugurato personalmente da Silvio Berlusconi il 9 dicembre del 1993, che all’epoca era proprietario della catena Euromercato. Attualmente il complesso commerciale è di proprietà del gruppo immobiliare francese Klépierre. Con i suoi 21 mila metri quadri e 143 punti vendita era all’epoca l’ipermercato più grande d’Europa.

### La Cascina Armano
Nella parte grugliaschese di borgata Lesna sono rimaste alcune cascine storiche, la cascina Quaglia, la Barocchio e la Armano; quest’ultimo edificio si trova in strada Antica di Grugliasco. Realizzata nel Settecento, apparteneva alla famiglia Armano, conti di Grosso e Villanova di Mathi, il cui esponente Francesco Ignazio Armano fu maggiordomo di corte di Carlo Emanuele III. Durante il XVIII secolo la cascina Armano fu una delle tenute più estese di Grugliasco, con tanto di villa padronale a due piani e una cappella. Dopo decenni di abbandono, nel 2023 sono partiti i lavori di recupero come parte del Progetto MODE..

### Sviluppi futuri
Per riqualificare i territori delle borgate Lesna, Quaglia e Gerbido verranno utilizzati 200 milioni di Euro. Grazie a questo denaro potranno essere realizzati alcuni progetti come la realizzazione della nuova stazione del passante ferroviario Borgata Quaglia-Le Gru e il recupero dell’area della cascina Armano, i cui edifici ospiteranno locali destinati alla ristorazione e ai servizi. È prevista anche la realizzazione di svariati condomini, tra i quali alcuni già in costruzione e la completata Torre Lesna.
Anche il centro commerciale Le Gru pare vivere un nuovo impulso di rinnovamento, poiché la nuova gestione ha intrapreso una radicale ristrutturazione dei locali che prevede un ampliamento con nuovi negozi, come il famoso Primark, inaugurato l’8 novembre 2022, e un nuovo cinema con 12 maxi-schermi, che potrà ospitare circa 2200 persone.

## Galleria d’immagini

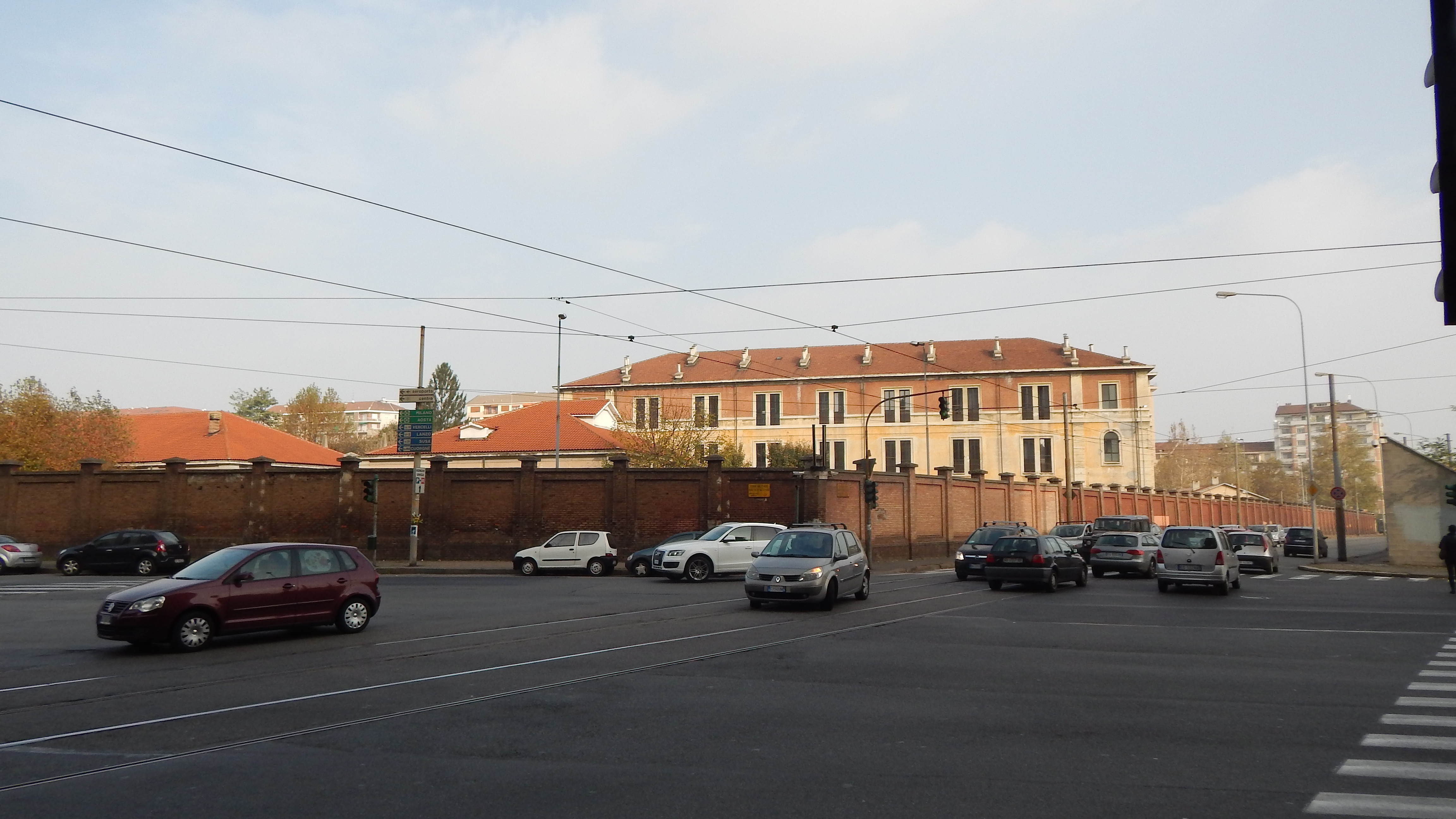
Complesso militare della caserma "Cavour"
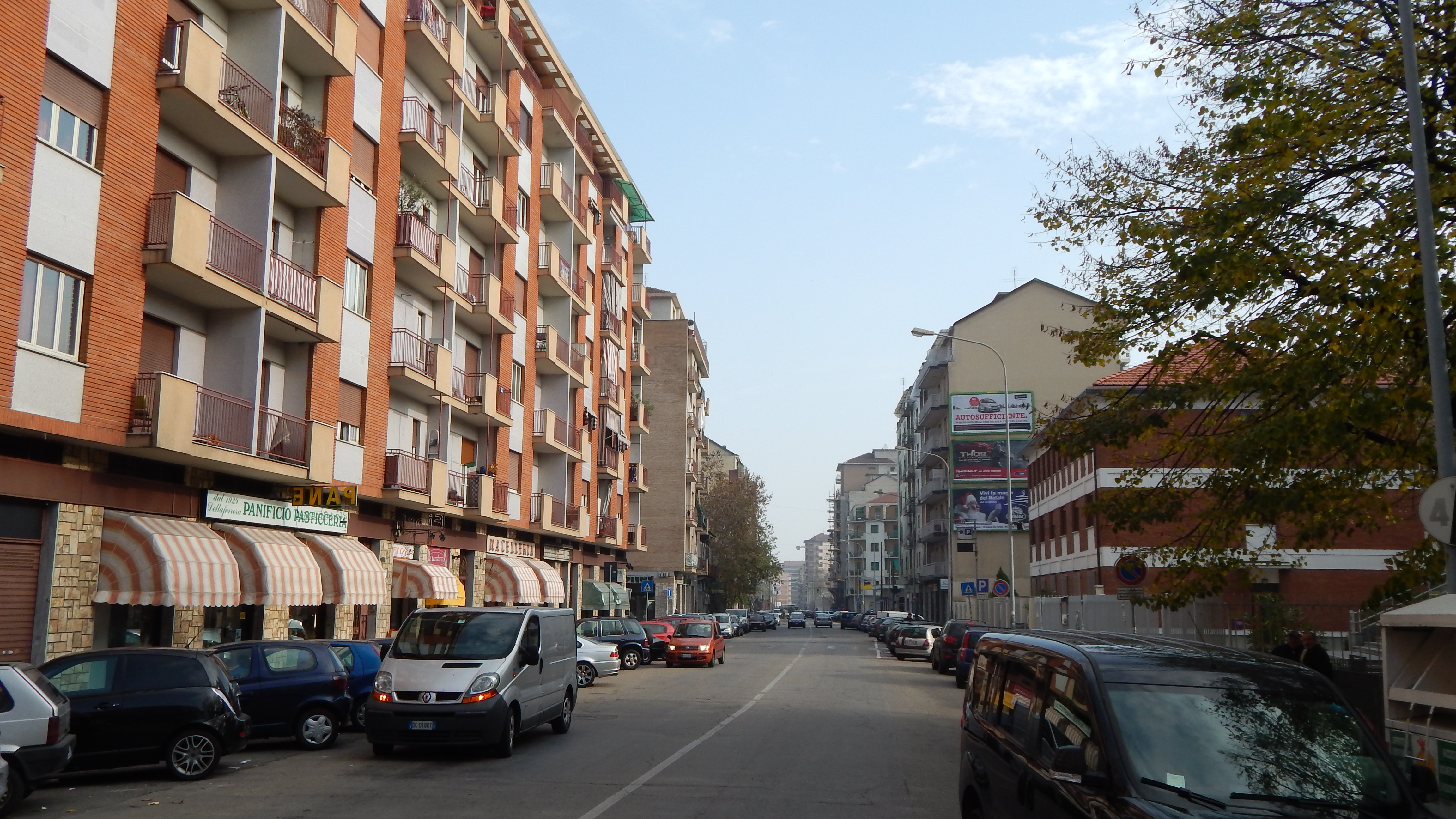
Veduta della borgata da via Monginevro
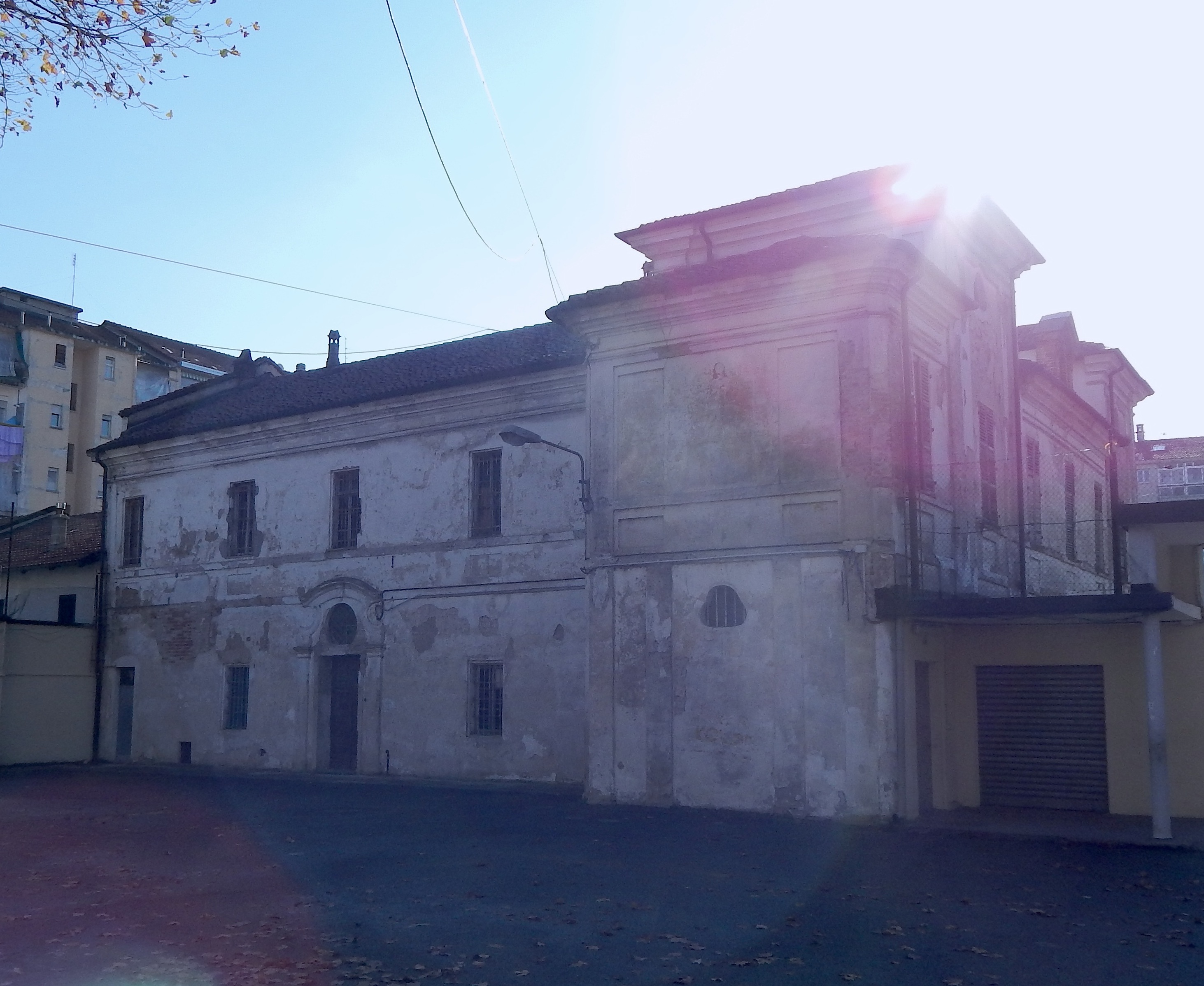
Villa Lesna
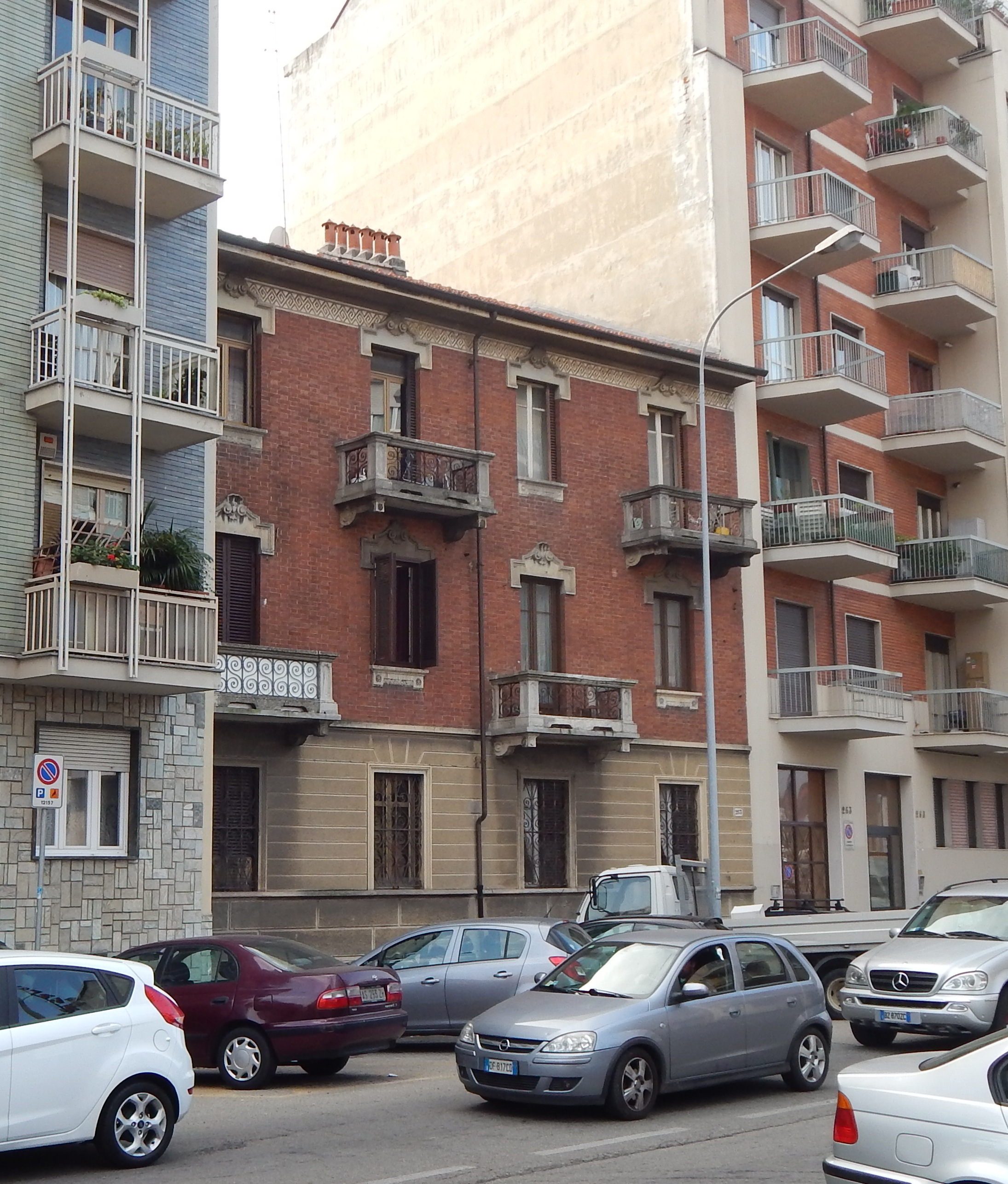
La ca àuta ormai incastonata tra edifici residenziali pluripiano
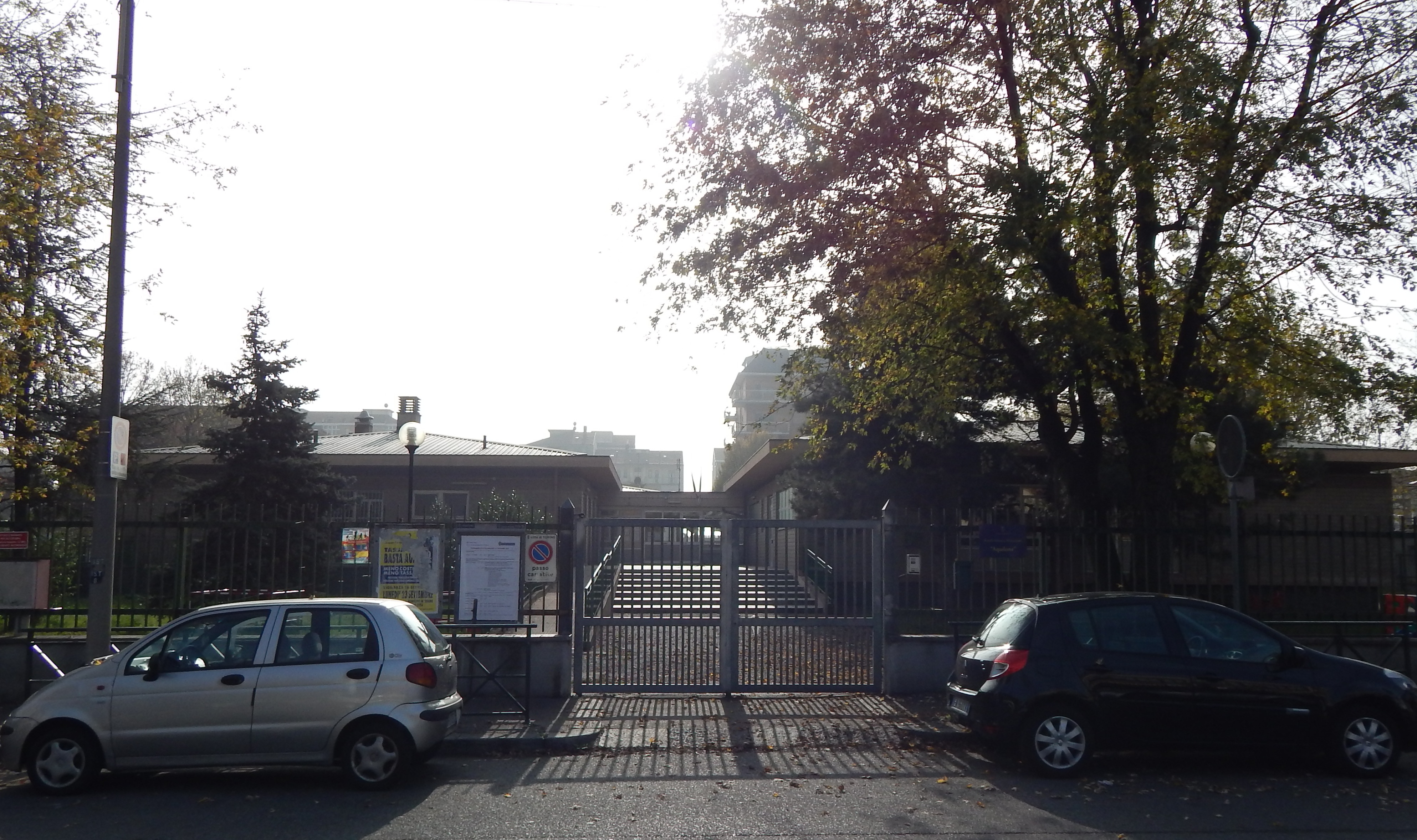
La scuola materna comunale

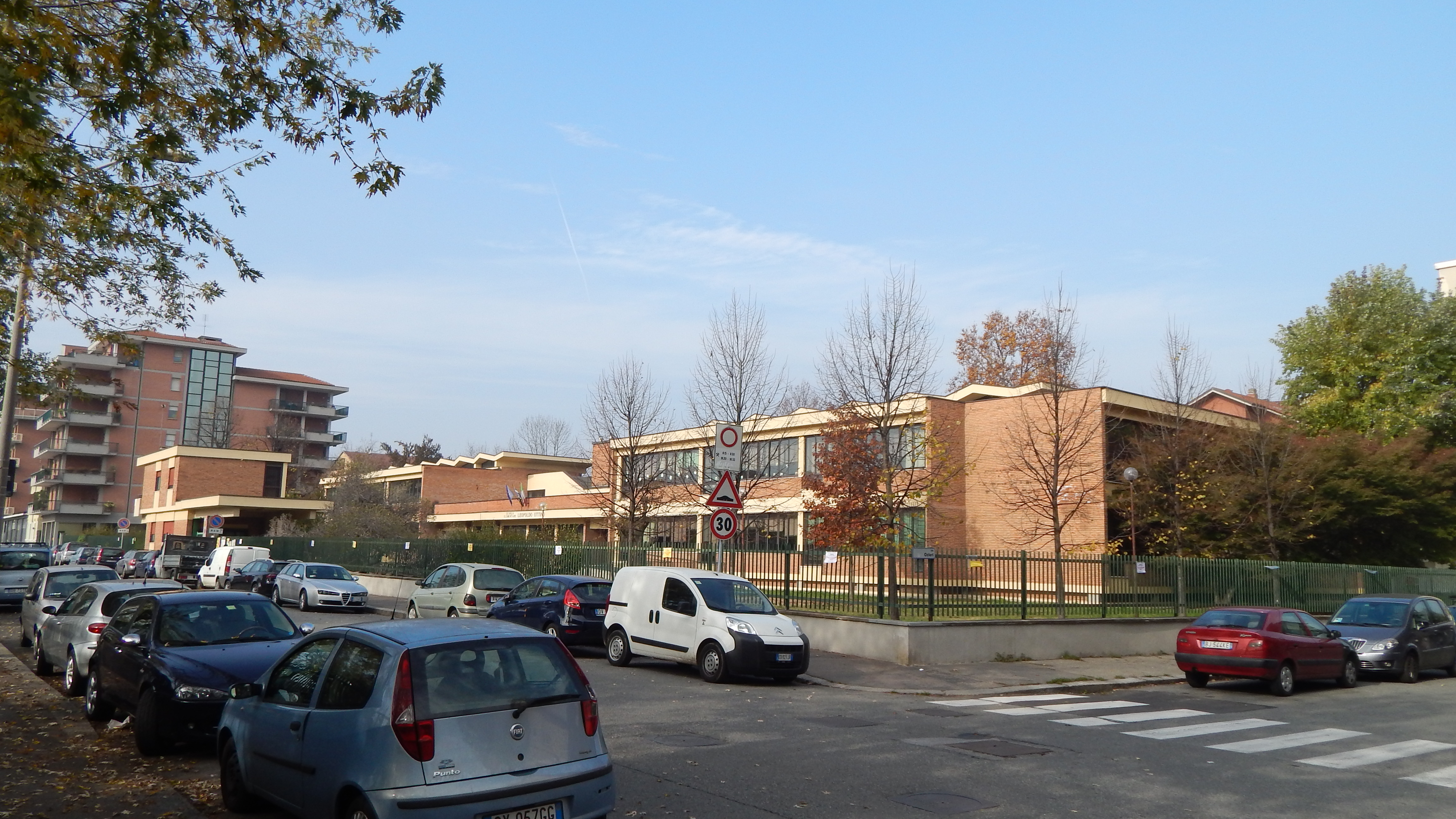
Il plesso scolastico "L. Ottino" che ospita le scuole elementari e medie
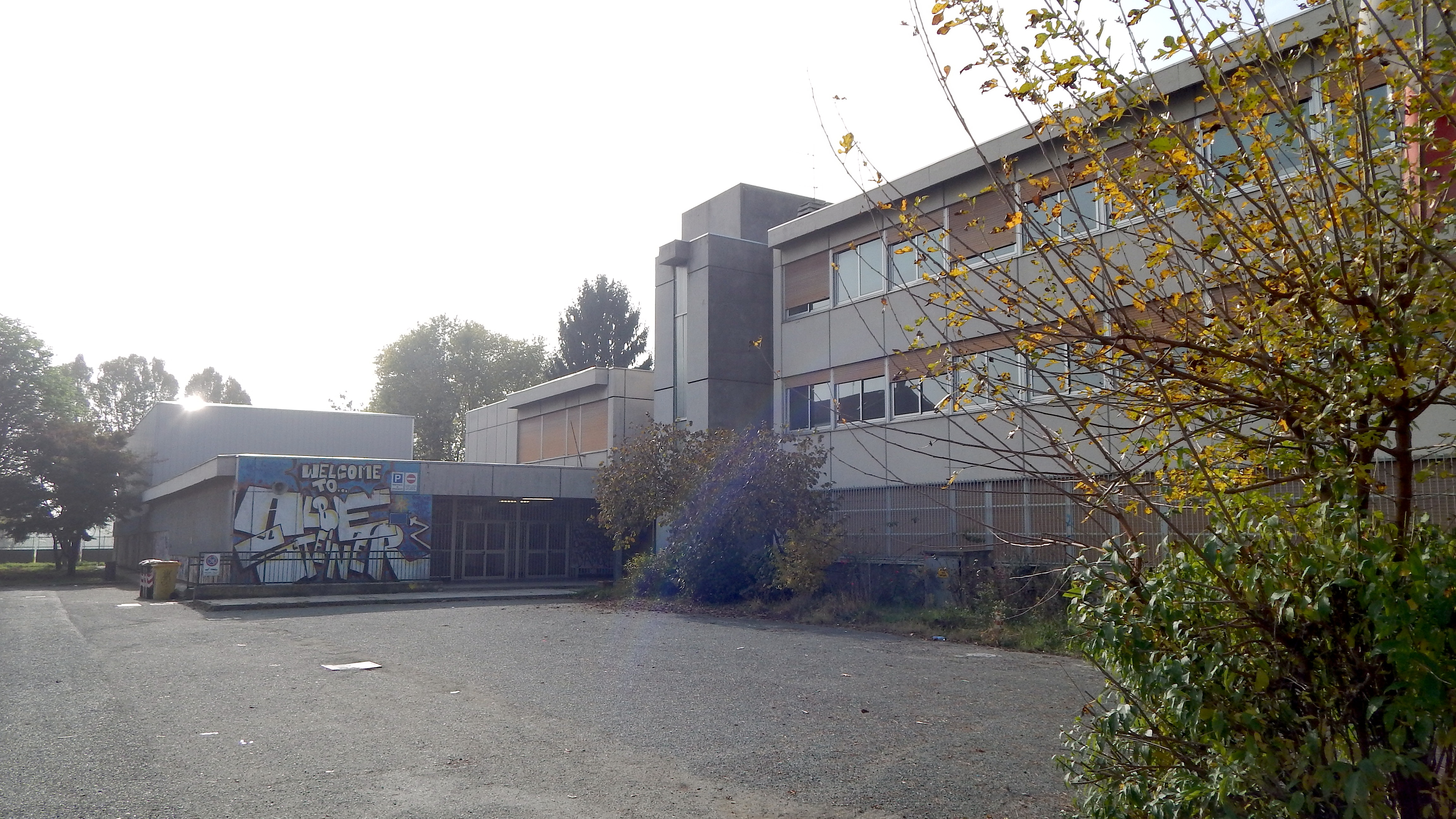
L’ex scuola media "G. Ungaretti", dal 1995 succursale dell’Istituto Professionale Statale "A. Steiner"
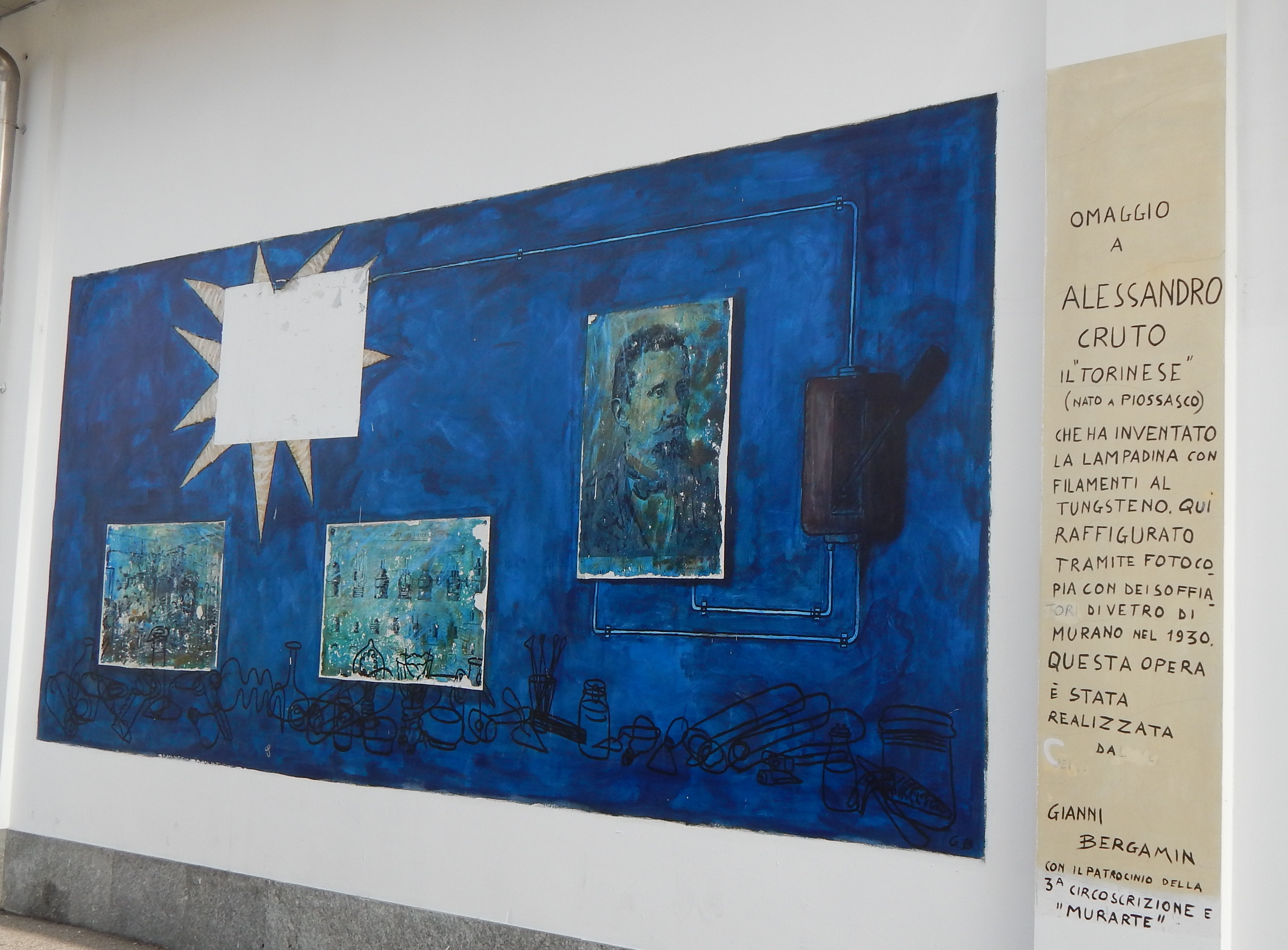
Il murale dedicato ad Alessandro Cruto in via Bard
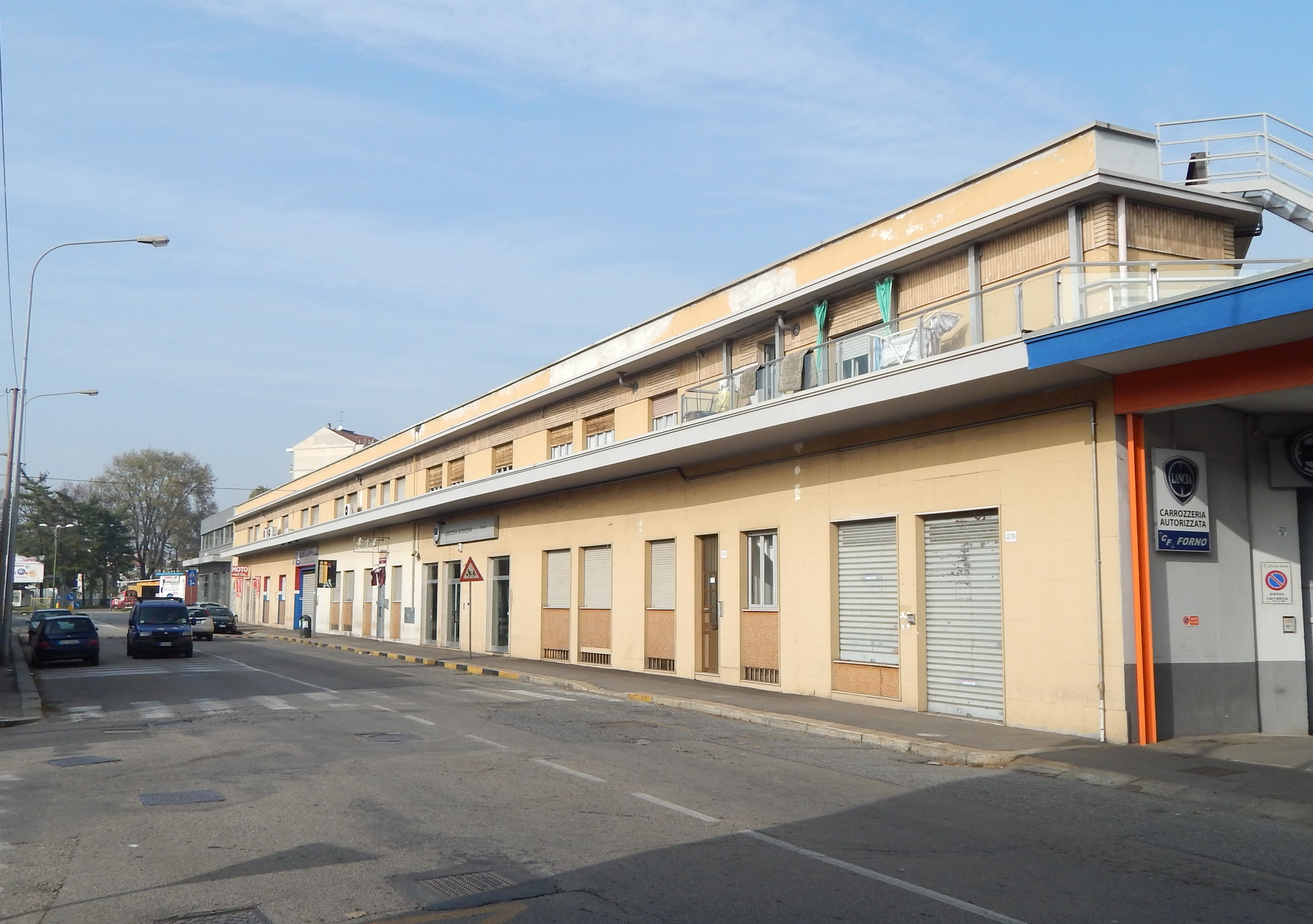
L’ex stabilimento automobilistico della "Moretti" al termine di via Monginevro
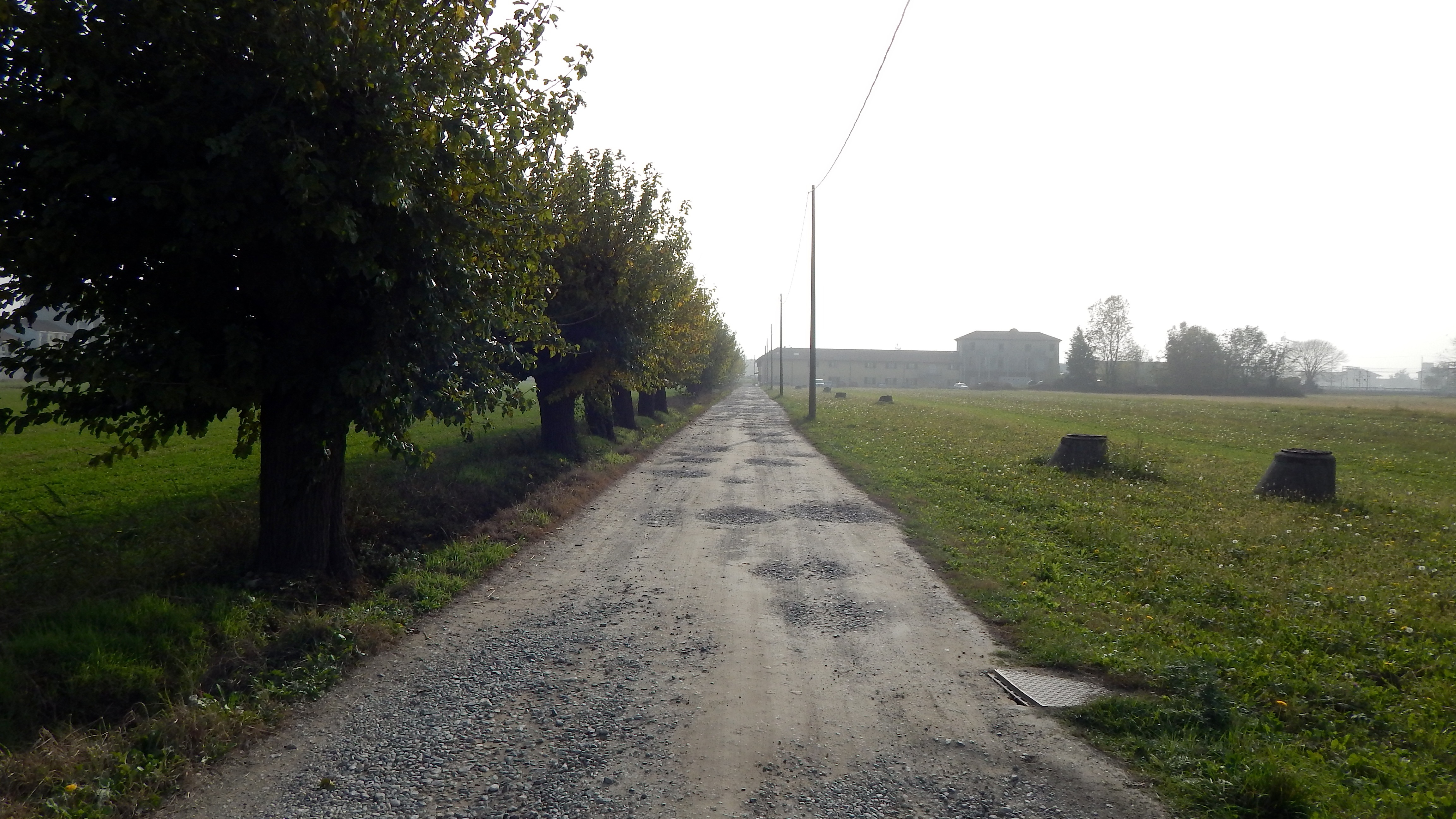
L’originario accesso alla Cascina Teghillo, un tempo nota come Cascina Vigada prima della recente urbanizzazione